# Noale
Noale é uma comuna italiana da região do Vêneto, província de Veneza, com cerca de 14 518 habitantes. Estende-se por uma área de 25 km², tendo uma densidade populacional de 581 hab/km². Faz fronteira com Massanzago (PD), Mirano, Salzano, Santa Maria di Sala, Scorzè, Trebaseleghe (PD).

## Demografia
| Variação demográfica do município entre 1861 e 2011                               |
|                                                                                   |
| Fonte: Istituto Nazionale di Statistica (ISTAT) - Elaboração gráfica da Wikipedia |